# Kendo
Kendo, (jap. 剣道: Put mača), japanska je borilačka vještina i šport. To je mačevanje dugim "mačem", točnije štapom sa štitnikom za ruke (shinai) izrađenim od međusobno povezanog bambusova pruća. Cilj je pogoditi protivnika u sredinu glave (men), lijevu (hidari-men) ili desnu (migi-men) stranu glave, grlo (tsuki), podlaktice (kote) ili slabine (do). Prilikom vježbanja koristi se zaštitna oprema - bogu, koja se sastoji od karakteristične kacige izrađene od debelog pamučnog materijala, s jakim metalnim štitnikom za lice, zaštitnog oklopa za središnji dio tijela, posebnim opasačem koji štiti donji dio trbuha i štitnicima za podlaktice.

### Kendo danas
Danas kendo vježbaju milijuni muškaraca, žena i djece u svijetu. Kendo nije popularan samo u Japanu, nego su se zaljubljenici u ovu vještinu raširili i po: Koreji, Sjedinjenim Američkim državama, Kanadi, Južnoj Americi, Europi i Australiji.
Suvremeni kendo razvio je snažnu športsku crtu. Japansko prvenstvo u kendu glavni je športski događaj u Japanu i televizija ga prenosi svakog studenoga. Od nekadašnje privilegije ratničke klase, danas u ovom športu sudjeluje širok krug ljudi, različite socijalnog i imovinskog statusa. Ipak, kendo se još uvijek smatra "gospodskim" športom i zadržava stanovitu mističnost.
Stroge formalnosti održale su se i danas u gotovo svim fazama treninga kendoa. Krute metode treninga dijelom se mogu objasniti vojnom tradicijom ove vještine. Međutim, mnoge prednosti kriju se u tako detaljnim pravilima ponašanja (reiho) u dojo-u (dvorani za vježbanje).
Uspostavljanjem striktnih pravila ponašanja, učenici kendo-a u mogućnosti su sudjelovati u visoko kvalitetnom treningu u gotovo svakoj zemlji svijeta. Također, razrađeni standardi omogućuju sigurno okružje, gdje učenici mogu vježbati punom snagom s minimalnom ili nikakvom mogućnošću ozljede.
Učenicima kendo-a savjetuje se da promatraju starije učenike (senpai-je) kako bi se naučili pravilnom ponašanju. Stariji učenici trebali bi služiti kao primjer i prema njima se odnosi s poštovanjem. Sensei, učitelj, ispravlja samo starije učenike, a od svih ostalih se očekuje da prihvate takvu kritiku.

### Povijest
Mačevanje (kenjutsu) sastavni je dio japanske kulture još u najranijim sačuvanim zapisima te zemlje. Podaci o mačevanju mogu se pronaći u Kojikiju ("Drevni spisi") i u  Nihon Shokiju ("Povijest Japana"), dva najstarija ljetopisa u japanskoj povijesti. Teško je, doduše, točno utvrditi od kada točno datiraju ti izvori (oko 8. st.), no drugi izvori sadrže podatke o upotrebi bokkena (drvene zamjene za mač) kao oružja još prije 400. godine.
Tijekom feudalnog razdoblja u Japanu, mač je bio važno sredstvo u uspostavljanju društvene i političke vlasti. U ranijoj japanskoj povijesti prevladavali su ratovi između raznih provincija. Feudalni gospodari upošljavali su vojske ratnika – samuraja, kako bi obranili svoj posjed, osvojili protivnički i održali red. Bushido ili "put ratnika", vojno-feudalni kodeks, također vuče korijene iz toga razdoblja i uvelike je utjecao na japansko društvo tog vremena. Mačevanje je bilo osnovna disciplina u vojnoj obuci i vladari su poticali strogo i sistematično uvježbavanje. Učitelji mačevanja bili su visoko cijenjeni od feudalnih gospodara i moćni vojvode ulagali su znatne napore kako bi prepoznali i angažirali najbolje mačevaoce u zemlji. Od učitelja mačevanja često se očekivalo da preuzmu i vojno i moralno vodstvo nad svojim štićenicima. Godine 1603. uspostavlja se šogunat Tokugawa i započinje razdoblje mira, u kojemu dolazi do pravog procvata mačevanja. Ratnička (Bu) obuka samuraja bila je savršena zamjena za akademsko i društveno (Bun) školovanje s obzirom na potrebu razvoja dobro formirane i odgojene ličnosti.
Vještina mačevanja razvijala se usporedno s tehnologijom, kulturom, te razvojem filozofije u japanskom društvu. Na primjer, otkrića u metalurgiji do kojih su došli kovači mačeva mogla su se primijeniti i na drugim područjima. Jedno od najintrigantnijih primjera je način na koji se japansko mačevalaštvo povezalo s proučavanjem Zen budizma, koji je pronašao put do Japana od Indije, preko Kine. Jedan od najpoznatijih samuraja tog vremena, Miyamoto Musashi, u svojoj knjizi Gorin no sho ("Knjiga pet prstenova"), napisanoj u prvoj polovici 17. stoljeća, opisuje mnoge aspekte mačevanja i ratovanja toga vremena, povezujući ih s učenjima Zen budizma.
Godine 1868, nakon gotovo sedam stotina godina vladavine šogunata, japanski car vraća svjetovnu vlast i uvodi ozbiljne društvene i gospodarske reforme. Vještina mačevanja postaje nepoželjna uspomena na samurajsku klasu, koja je službeno raspuštena u cilju uvođenja građanskih sloboda i jednakosti. Godine 1887, dolazi u Japanu do ponovno do jačanja militarističkih struja i snažne reakcije na modernizaciju i carsku vlast, kao i do jačanja konzervativizma i nacionalizma. Mačevanje kao predmet ovaj put ulazi u školske dvorane, gdje postaje simbol japanskog otpora modernizaciji i utjecajima sa zapada. Uoči II. svjetskog rata dolazi do novog procvata mačevanja, ovaj put kao simbol japanskog ekspanzionizma i težnje za dominacijom nad cijelim azijskim kontinentom. Nakon kapitulacije Japana 1945., savezničke okupacijske snage zabranjuju Japancima prakticiranje bilo kakvih vještina koje uključuju oružje, pa tako i kendo. Studenoga 1952. osniva se Japanska kendo federacija, koja se uspijeva izboriti za kendo, ovaj put kao edukativni i rekreativni sport, u kakvoj formi ga vidimo i danas.

### Oprema

#### Oružje koje se koristi:
- Bokken (bokuto) – čvrsta drvena sablja koja služi kod izvođenja kate
- Shinai – mač od bambusovog pruća

#### Odjeća -kendogi:
- Keikogi – pamučna ili svilena bluza
- Hakama – široke hlače nalik na haljinu
- Tare – štitnik za pojas
- Do – štitnik za grudi
- Hachimaki (Tenugui)  - pamučna marama koja se stavlja na glavu ispod kacige
- Men – kaciga/maska
- Kote – rukavice

### Rangiranje
| Rang   | Japanski naziv  |
| ------ | --------------- |
| 6. Kyū | Rokkyu (五級)   |
| 5. Kyū | Gokyū (五級)    |
| 4. Kyū | Yonkyū (四級)   |
| 3. Kyū | Sankyū (三級)   |
| 2. Kyū | Nikyū (二級)    |
| 1. Kyū | Ikkyū (一級)    |
| 1. Dan | Shodan (初段)   |
| 2. Dan | Nidan (二段)    |
| 3. Dan | Sandan (三段)   |
| 4. Dan | Yondan (四段)   |
| 5. Dan | Godan (五段)    |
| 6. Dan | Rokudan (六段)  |
| 7. Dan | Nanadan (七段)  |
| 8. Dan | Hachidan (八段) |

Sustav rangiranja koji se koristi u kendo-u naziva se Dan to Kyu. U skladu s japansko-engleskim kendo riječnikom, rang dan korišten je u judo-u 1883. Kyu rangiranje prvobitno je korišteno u tokijskoj Policijskoj upravi 1885. Godine 1908. tokijska Viša škola prvi put je upotrijebila dan sustav rangiranja u kendo-u. Danas, oba sustava se koriste. Najniži rang je šesti kyu, koji se kreće nagore prema prvome kyu. Nakon kyu stupnjeva počinju dan, majstorski stupnjevi. Najniži dan stupanj je Shodan (1. Dan) koji se često povezuje s crnim pojasom, i kreće se naviše prema Hachidanu (8. Dan), posljednjem ispitu koji se polaže. Ispiti za Hachidan održavaju se u Japanu dva puta godišnje i njihova prolaznost iznosi oko 1%. Kendoke ne nose nikakav vidljivi znak ranga.

### Tehnike i metode treninga
Temeljne vježbe (kihon) sastoje se od starih, pažljivo biranih vježbi, kojima je osnovna zadaća razviti tehnike potrebne za suočavanje s protivnikom:
- držanje tijela (shi-sei),
- stavovi (kamae) i pravilna upotreba vidnog polja (metsuke),
- izvlačenje (kamae-kata) i vraćanje mača/shinai-a u korice (osame-kata),
- rad nogu (ashi-sabaki),
- usklađivanje zadavanja udarca s radom nogu (suburi),
- vokalizacija i disanje (kake-goe),
- razdaljina i tajming (maai),
- tehnike napada (uchi-kata), ubadanja (tsuki-kata) i primanja udarca (uke-kata),
- ponavljano uzvraćanje udarca (kirikaeshi),
- napad tijelom (tai-atari),
- tehnike borbe iz blizine (tsuba-zerai),
- duhovna i fizička spremnost na napad (zanshin).

Suburi kombinira osnovni zamah preko glave s kretanjem naprijed i nazad. Cilj je njegovati gladak i slobodan zamah koji je pravilno usklađen s radom nogu. Još jedan važan cilj suburi-ja jest uspostavljanje pravilnog držanja u trenutku kada mač dođe u kontakt s ciljem.
Kirikaeshi je vježba koja se obavlja s partnerom, a sastoji se od uzastopnih napada na središnji dio glave, men. Vježba obično počinje napadom na središnji men, nastavljajući se napadom na lijevu i desnu stranu. Iako metoda Kirikaeshi-a varira od škole do škole, najčešća shema sastoji se od pojedinačnih napada na središnji men, za kojim slijedi četiri udarca u lijevu i desnu stranu men-a kretanjem naprijed i pet udaraca kretanjem nazad. Ova vježba težište je kendo treninga, jer pomaže naučiti velik broj važnih principa, kao što su pravilan razmak i tajming, preciznost, ritam i mekoća pokreta.
Uchikomi (napad jednim korakom) je vježba osmišljena da omogući učeniku napad na pasivnog protivnika (primatelja). Primatelj služi kao meta učeniku koji ga napada i slijedi kao u stvarnoj borbi. Kod ove vježbe usavršava se koordinacija udarca mačem, kretanja tijela i smišljanje napada. Cilj je uskladiti fizičku i mentalnu snagu nad ciljem u određenom trenutku.
Kakari geiko – (vježbanje napada) izvodi se s partnerom, obično učenik s učiteljem. Učitelj osigurava metu, a učenik je mora napasti što prije nakon što se pojavi. Obično se mete pojavljuju kontinuirano jedna za drugom, pa učenik mora napadati bez prestanka, dok učitelj ne završi s vježbom. Kakari geiko je osmišljen da se nauči uočavati otvaranja i napadati bez oklijevanja.
Waza vježbe predstavljaju određene borbene taktike. Obično se vježba fokusira na pojedinačnu tehniku koja pomaže učeniku da nauči kako i zašto neka tehnika funkcionira.
Kata predstavlja unaprijed pripremljen niz tehnika i izvodi se s partnerom. Svaka kata osmišljena je da poduči određenim lekcijama o strategiji, taktici i koncentraciji. Izvodi se bez zaštitne opreme, s čvrstim drvenim mačem (bokkenom). Kako je svaki napad izveden na nezaštićeni cilj, jaka koncentracija je potrebna kako bi se spriječile moguće ozljede.

## Vanjske poveznice
- Hrvatski kendo savez
- European Kendo Federation
- All Japan Kendo Federation